# Jean Duperray
Jean Henri Michel Duperray, talvolta indicato come Duperay (Grenoble, 4 settembre 1921 – Gréoux-les-Bains, 1º novembre 2016), è stato un cestista francese.

## Carriera
Con la Francia ha disputato due edizioni dei Campionati europei (1946, 1947).